# Otophryne
Genre
Otophryne est un genre d'amphibiens de la famille des Microhylidae.

## Répartition
Ces espèces se rencontrent dans l'est de la Colombie et de l'Est du Venezuela à la Guyane et aux régions voisines du Brésil.

## Liste d'espèces
Selon Amphibian Species of the World (27 novembre 2013) :
- Otophryne pyburni Campbell & Clarke, 1998
- Otophryne robusta Boulenger, 1900
- Otophryne steyermarki Rivero, 1968

## Publication originale
- Boulenger, 1900 : Report on a collection made by Messrs F. V. McConnell and J. J. Quelch at Mount Roraima in British Guiana. Batrachians. Transactions of the Linnean Society  of London, sér. 2, vol. 8, p. 55–56 (texte intégral).